# FEDOR
FEDORもしくは Feodor (ヒョードル、フョードル、露: Фёдор、英: FEDOR(英語))は、ロシア連邦のAndroid Technics社と高等研究財団が開発した遠隔操作者の動きを再現し、限られたアクションセットを自律的に実行するヒューマノイドロボットである。
ロシア民間防衛問題・非常事態・自然災害復旧省の支援で救助活動用に開発されていたが、後に宇宙活動用に変更された。

## 名前
Feodorとは、ロシア系の男性によく付けられる名前（フョードル）であり、final experimental demonstration object research の頭文字から取ったバクロニムである。当初の名前は Avatar であったが、救助ロボット展示会の一つにおいて高等研究財団議長ドミトリー・ロゴージンによって、理由が公開されていないが Feodor と改名された（ちなみにロゴージンにはフョードルという孫がいる）。

## 歴史
2014年3月にドミトリー・ロゴージンが開発開始を宣言した。
2016年10月、Android Technicsと高等研究財団にて開発された二足歩行ロボットが発表される。
ロシア民間防衛問題・非常事態・自然災害復旧省から委託された）プロジェクト全体の総開発予算（2014年度開始から2019年度終了の五カ年計画）として3億ルーブル（日本円換算：約5億円）を計上。比較として、FEDORと同様の目的で開発されたボストン・ダイナミクス社のアトラスの開発予算は1800万USドル（日本円換算：約20億円）である。
2017年4月、FEDORが銃を撃つビデオが公開されたことで、ロシア版ターミネーターである、軍事利用の可能性がなきにしもあらずと物議をかもした。
ロシア国営コングロマリット「ロステク(Rostec)」傘下の「TsNIITochMash」を中心に、宇宙空間で宇宙飛行士と共同作業を行なう目的で開発された。身長180cm、最大重量160kg。型式番号は「AR-705RH」。
2019年7月23日、音声アシスタント機能を追加して小型・軽量化にも成功した新型二足歩行ロボット『Skybot F-850』がツイッターのページで公開された。
2019年8月22日、カザフスタン共和国のバイコヌール宇宙基地において、『Skybot F-850』搭乗の無人宇宙船ソユーズMS-14を搭載したソユーズ 2.1aロケットが国際宇宙ステーション（ISS）に向けて打ち上げられた。
2019年8月24日、ソユーズMS-14とISSのドッキングにおいて、ISS側のポイスクドッキングポートとソユーズに搭載されたクルス自動ドッキングシステムとの間のコンポーネントに問題が発生したため、ドッキング作業を停止し、ソユーズMS-14を安全距離に退避させた。
2019年8月27日、ISSのズヴェズダ側ドッキングポートにてソユーズMS-14がドッキングに成功。
2019年8月30日、ISSにおいて二足歩行ロボット『Skybot F-850』の遠隔操縦試験を実施。
2019年9月6日、二足歩行ロボット『Skybot F-850』を搭載した無人宇宙船ソユーズMS-14の帰還モジュールがISSから分離、地球へ向けて降下を開始した。
2019年9月7日、二足歩行ロボット『Skybot F-850』を搭載した無人宇宙船ソユーズMS-14の大気圏突入カプセルがカザフスタン共和国カラガンダ州ジェスカスガン南東部の指定地域への地上降下に成功、地球帰還の目標を無事に達成した。「設計に問題があったためにFEDORは歩行する任務を達成できなかった」と開発者は述べた。
2019年12月14日、人型ロボット「FEDOR」を開発したロシアのロボット研究機関「Androidnaya Tekhnika社」およびアメリカに本社がある日本のスタートアップ企業「GITAI」(本社：アメリカ合衆国デラウェア州、日本支社：日本国東京都目黒区)の両社は(平和利用に限定した)宇宙開発関連技術分野の協業において合意・業務提携した。